# Гольденштедт
Гольденштедт (нім. Goldenstedt) — сільська громада в Німеччині, розташована в землі Нижня Саксонія. Входить до складу району Фехта .
Площа — 88,5 км2. Населення становить 10 037 ос. (станом на 31 грудня 2021).